# Olympische Sommerspiele 2004/Teilnehmer (Uganda)
| Gelbes Symbol für Goldmedaillen mit stilisierten Olympischen Ringen | Graues Symbol für Silbermedaillen mit stilisierten Olympischen Ringen | Braundes Symbol für Bronzemedaillen mit stilisierten Olympischen Ringen |
| ------------------------------------------------------------------- | --------------------------------------------------------------------- | ----------------------------------------------------------------------- |
| —                                                                   | —                                                                     | —                                                                       |

Uganda nahm an den Olympischen Sommerspielen 2004 in der griechischen Hauptstadt Athen mit elf Sportlern (zwei Frauen und neun Männern) teil.

## Teilnehmer nach Sportarten

### Boxen
- Jolly Katongole
Halbfliegengewicht: 17. Platz

- Brian Mayanja
Federgewicht: 17. Platz

- Sam Rukundo
Leichtgewicht: 5. Platz

- Sadat Tebazaalwa
Weltergewicht: 17. Platz

- Joseph Lubega
Mittelgewicht: 17. Platz

### Gewichtheben
- Irene Ajambo
Frauen, Leichtschwergewicht: 9. Platz

### Leichtathletik
- Paskar Owor
800 Meter: Vorläufe

- Boniface Toroitich Kiprop
10.000 Meter: 4. Platz

- Wilson Kipkemei Busienei
10.000 Meter: 11. Platz

- Dorcus Inzikuru
Frauen, 5000 Meter: Vorläufe

### Schwimmen
- Edgar Luberenga
50 Meter Freistil: 75. Platz